# Whitefish Point
Whitefish Point, sur la péninsule supérieure du Michigan dans le comté de Chippewa, se trouve à 18 km au nord de la communauté non incorporée de Paradise (Michigan). Cette pointe de terre s'étirant dans le lac Supérieur est surtout connue pour le Musée des naufrages des Grands Lacs (dans la communauté non incorporée du même nom), ses plages, le phare de Whitefish Point et comme une zone importante pour la conservation des oiseaux. L'observatoire des oiseaux de Whitefish Point, une filiale de la Société Audubon du Michigan, est d'ailleurs une installation de recherche et d'éducation à ce sujet.

## Naufrages

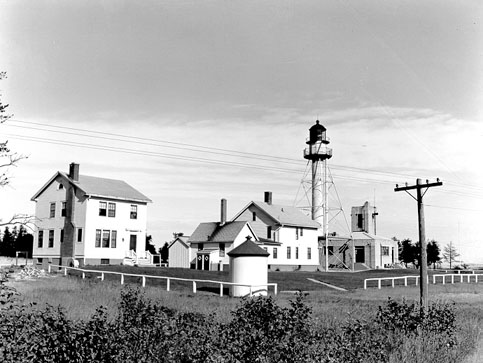
Phare de Whitefish Point.

Tout navire entrant ou sortant du lac Supérieur doit passer par ce cap qui reste l'une des zones maritimes les plus dangereuses dans les Grands Lacs. Plus de navires ont été perdus dans la région de Whitefish Point que toute autre partie du lac Supérieur. Entre autres, c'est le point le plus proche de l'épave du fameux minéralier SS Edmund Fitzgerald qui a coulé lors d'une tempête automnale en 1975. Le Whitefish Point Underwater Preserve protège les épaves dans cette partie de la baie pour les générations futures de plongeurs sportifs.